# Гопеш
Гопеш (на македонска литературна норма: Гопеш; на румънски: Gopeş или Gopeşi, на арумънски: Gopeshi; на гръцки: Γκόπεσι, Гопеси) е високопланинско село в община Битоля на Северна Македония.

## География
Селото е разположено на 1120 m надморска височина на гористо било на планината Бигла в областта Гяваткол, на 28 km северозападно от Битоля.

## История
През XIX век Гопеш е голямо влашко село в Битолска кааза, Ресенска нахия на Османската империя. Според предание, на което се позовава Стоян Романски, първоначално селото се е намирало по-ниско от мястото, където се намира в началото на ХХ век, но след турски насилия, жителите се преселили в гората, разположена по-високо в планината. Гопешани се занимавали с кираджилък и терзилък. По-късно се в селото се установяват преселници от Москополе (търговци на боя и длуги стоки), Фурка (кираджии и чобани), Николица (занаятчии, кирадижи, овчари) и други места.
През 1868 година Димитри Космеску открива в къщата си в Гопеш арумънско училище. Църквата „Свето Преображение Господне“ е построена от 1871 до 1878 година. Освен нея в селото има стара църква „Свети Илия“ и нова „Свети Никола“ от 2001 година.
„...стигнахме въ селото. Веднага слѣдъ пристиганието ми дойдоха учителитѣ: Димитру Пелица, Йорги Каравота и Наки Щерю.
И тука, както и въ другитѣ аромѫнски села, се води ожесточена борба между аромѫнетѣ гъркомани и онѣзи, които сѫ за народностьта си. Гопешъ принадлѣжи между малкото села, дѣто народната партия е взела върхъ и това се длъжи на обстоятелството, че единъ богаташъ аромѫнинъ, Димитро Казаковицъ, е оставилъ значително богатство за тукашнитѣ училища и че жителитѣ отъ това село отиватъ повече въ България и Романия и вслѣдствие на това нѣматъ сношение съ Гърция.
Това село има 450 кѫщи, но отъ развалинитѣ се вижда, че прѣди сѫ биле повече. Живущитѣ наблизо албанци имъ правятъ много пакости, не сѫ почти никакъ сигорни и, вслѣдствие на тази несигорность, изселватъ се много въ България. Въ София трѣбва да има около 100 фамилии, въ Самоковъ 50, въ Дупница 20. Но откакъ почнаха тамъ да ги взематъ солдати, почна се едно бавно завръщание и то етъ младежитѣ. За сега и сигорностьта е по-добра. Общината нѣкога поддържала нѣколко стражари, които трѣбвало да пазятъ селото и пѫтьтъ за Битоля и то по гориститѣ мѣста, а послѣ всички хора сѫ биле въорѫжени и сѫ отблъсвали и цѣли разбойнически шайки отъ по 300 души.
Прѣзъ 1879 год. навлѣзла въ селото една тълпа отъ разбойници, състояща се повечето отъ аромѫне, ограбила пари, храна, едно момиче и двѣ момчета. Тѣ влѣзли и въ църквата, дѣто се е намиралъ владиката, цалувнали му рѫката и не направили никакво зло на онѣзи, които се гърчеятъ. По това врѣме страхътъ е билъ много голѣмъ и затова сѫ се изселили доста. Такива разбойнически шайки покрай грабежа иматъ и полигическа цѣль. Тѣ искатъ да прѣдизвикатъ безпорядъкъ и неблагодарность помежду населението, да го застваятъ да търси освобождението си отъ страна на Гърция и да се покаже на Европа, че Турция не е въ състояние да удържи редътъ.
Слѣдующия день, 20 септември, бѣ празникътъ Малка Богородица. Посѣтихъ църквата, съградена отъ общината и то най-голѣма църква, която видѣхъ въ Турция и въ която всички надписи сѫ на романски езикъ, макаръ владиката да не искалъ това. Въ началото се е пѣло на аромѫнски, но отпослѣ се запрѣтило. Вслѣдствие на това запрѣщение патриотитѣ аромѫне сѫ се отказали да плащатъ владиштината 6 гроша годишно. Владиката се е оплакалъ, но нищо не е направилъ, защото жителитѣ поддържатъ, че ако не се пѣе на тѣхния езикъ, то и службата е безцѣлна и затова тѣ не сѫ длъжни да даватъ никакъвъ данъкъ.“
Според Васил Кънчов в 90-те години на XIX век Гопеш има 400 къщи власи. Според статистиката му („Македония. Етнография и статистика“) в 1900 година Гопешъ има 2460 жители, всички власи християни.
На Етнографската карта на Битолския вилает на Картографския институт в София от 1901 година Гопеши е чисто влашко (цинцарско) село в Битолската каза на Битолския санджак с 480 къщи.
Цялото население на селото е под върховенството на Цариградската патриаршия. По данни на секретаря на Българската екзархия Димитър Мишев („La Macédoine et sa Population Chrétienne“) в 1905 година в Гопеш има 2400 власи и функционират гръцко и румънско училище. След 1903 година Гопеш е едно от малкото влашки села, в които румънската идея взима връх над гръцкото влияние. Преди войните от 1912-1918 година румънското училище в селото е посещавано от 120 деца, а гръцкото – от 60.
В 1900 година в селото има 22 бакалници, 7 фурни, 5 касапници, 1 фотограф и 1 аптека.
В 1911 година Братя Манаки заснемат в Гопеш един от своите филми - „Румънска делегация на посещение в Гопеш“ с продължителност две минути, който е част от филма „Румънска делегация на посещение в Македония“.
При избухването на Балканската война 9 души от Гопеш са доброволци в Македоно-одринското опълчение. След Междусъюзническата война селото попада в Сърбия.
По време на Първата световна война Гопеш е център на община в Ресенска околия, а населението му вследствие на изселване намалява до 1070 жители.
През XIX и XX век голямата част от жителите на Гопеш се изселва в различни части на днешна България, в Битоля и Скопие, в Румъния и отвъд океана в САЩ, Канада и Австралия.
Броят на преселилите се в София след средата на XIX век гопешани според някои източници е около 50 семейства, които формират основата на местната арумънска колония. През 1888 година тези преселници основават дружество „Пробуждане“ (Deshteptarea), чиято цел е да събира помощи и средства за училището в Гопеш и да се борят срещу гърцизацията на просветното дело в селото. Дружеството просъществува до 1893–1894 г., когато е създадено общото за всички власи дружество „Обединение“ (Unirea). През 1895 година е създадено и младежко дружество на преселниците от Гопеш — „Опора“ (Indrupaciunea). В България гопешани се заселват и в Плевен, Мездра, Фердинанд, Радомир, Орхание и на други места.
В 1961 година в селото има 97 жители, а в 1994 година има само трима, като всички са власи. Според преброяването от 2002 година селото e обезлюдено. През 2021 в селото живее 1 жител. 

## Личности
Родени в Гопеш
- Александър Кошка (1873 – 1907), български революционер
- Георге Я. Гюламила (1845 — 1928), български търговец и общественик[18]
- Георги М. Иван (1850 — 1933), български търговец[19]
- Георги Янаки Доти, български революционер от ВМОРО, четник на Георги Мучитанов[20]
- Григор Атанасов, български революционер от ВМОРО, четник на Петър Ацев[21]
- Димитър Цинцар, български революционер от ВМОРО, четник на Димче Сарванов[22]
- Йоан Гюламила (1886 – 1936), български търговец и общественик[18]
- Йон Арджинтяну (Янку, около 1868 – 1947), румънски публицист и историк
- Коста Димитров, фармацевт, завършил фармация във Виена в 1901 година[23]
- Мита Лега, български революционер от ВМОРО, четник на Александър Кошка[24]
- Мицо В. Кирицов, деец на ВМОРО, заловен в 1903 година, изпратен на заточение, убит в Мала Азия[25]
- Наум Торбов (1880 – 1952), виден български архитект
- Наум Янаки Диманов (Димитров), български революционер от ВМОРО, четник на Георги Мучитанов,[20] македоно-одрински опълченец в четата на Георги Попхристов[26]
- Николица Македонски, войвода в Кресненско-Разложкото въстание, по-късно сръбски и турски агент
- Неделко Атанасов, деец на ВМОРО, заловен в 1903 година, изпратен на заточение, убит в Смирна[27]
- Сотир Шундовски (1933 – 2002), югославски архитект
- Христо Станков, български революционер от ВМОРО, четник на Петър Ацев[21]
- Янаки Атанасов, български революционер от ВМОРО, четник на Петър Ацев[21]
- Янаки Кота Кузманов, български революционер от ВМОРО, четник на Георги Мучитанов[20]

Починали в Гопеш
- Лило Георгиев Цогов (? – 1918), български военен деец, младши подофицер, загинал през Първата световна война[28]

Други
- От Гопеш е родът на българския журналист Георги Папакочев
- Цеко Торбов (1899 – 1987), виден български юрист и философ